# Министерство общественной безопасности Канады
Министерство общественной безопасности Канады отвечает за защиту канадцев и помогает поддерживать мир и безопасность общества.

## Связанные агентства
- Агентство пограничной службы Канады
- Королевская канадская конная полиция
- Канадская Служба безопасности и разведки
- Исправительные учреждения Канады
- Национальный совет по условно-досрочному освобождению
- Комиссия по рассмотрению жалоб общественности